# Scheiblingstein (Haller Mauern)
Scheiblingstein är ett berg i Österrike.   Det ligger i bergsområdet Haller Mauern i distriktet Liezen och förbundslandet Steiermark, i den centrala delen av landet, 160 km väster om huvudstaden Wien. Toppen på Scheiblingstein är 2 197 meter över havet, eller 336 meter över den omgivande terrängen. Bredden vid basen är 1,4 km.
Terrängen runt Scheiblingstein är bergig söderut, men norrut är den kuperad. Närmaste större samhälle är Rottenmann, 16,3 km söder om Scheiblingstein. 
I omgivningarna runt Scheiblingstein växer i huvudsak blandskog. Runt Scheiblingstein är det ganska glesbefolkat, med 29 invånare per kvadratkilometer.